# Матвеев, Виктор Анатольевич
Ви́ктор Анато́льевич Матве́ев (род. 11 декабря 1941) — российский физик-теоретик, директор Объединённого института ядерных исследований (2012—2020), академик Российской академии наук (1994), специалист в области физики высоких энергий, физики элементарных частиц и квантовой теории поля.

## Биография
Родился 11 декабря 1941 года в городе Тайга (в то время входил в состав Новосибирской области, с 1943 года оказался в составе новообразованной Кемеровской области).
Учился на физико-математическом факультете Дальневосточного государственного университета. После третьего курса был переведён на физфак Ленинградского университета.
Кандидат физико-математических наук (1967). Тема кандидатской диссертации: «Дисперсионные правила сумм и свойства симметрии элементарных частиц». Доктор физико-математических наук (1972). Тема докторской диссертации: «Квазипотенциальная теория рассеяния в квантовой теории поля».
Профессор кафедры квантовой статистики и теории поля (1980—1992) и кафедры квантовой теории и физики высоких энергий (с 1992 года) физического факультета МГУ, где читает курс «Введение в физику элементарных частиц». Заслуженный профессор Московского университета (1999).
В 1987—2014 годах — директор Института ядерных исследований РАН. Академик РАН (1994). Член президиума РАН (1996). Председатель Президиума Троицкого научного центра РАН (1997). Член Совета РАН по взаимодействию с Правительством Москвы и Московской области (1999). Член Комиссии РФ по экспортному контролю (1998). Член Президиума ВАК РФ (1999). Член совета РФФИ (1996—2000; 2004). Член Координационного совета по научно-техническим программам в области фундаментальной физики и астрономии при Министерстве науки и технической политики РФ (1994).
В 2012—2020 годах — директор Объединённого института ядерных исследований, с 2021 года — научный руководитель ОИЯИ.
Председатель Совета RDMS — коллаборации учёных России и стран-участниц ОИЯИ в международном проекте эксперимента «Компактный мюонный соленоид» на Большом адронном коллайдере в ЦЕРНе (Швейцария, 1996).
Член международного комитета «Астрофизика частиц и ядер, гравитация» Международного союза чистой и прикладной физики (IUPAP) (1998). Член редколлегии журнала «Ядерная физика» (с 1992 года).

## Научная деятельность
Область научных интересов: физика высоких энергий, теория элементарных частиц, квантовой теории поля, разработка релятивистских кварковых моделей элементарных частиц, теории составных систем в квантовой теории поля, формулировка сверхсходящихся дисперсионных правил сумм и их использование при изучении симметрии элементарных частиц и др.
Основные результаты относятся к исследованиям в области кварковой структуры ядерной материи, построения теории квантовых систем на основе принципов локальной квантовой теории поля, изучения закономерностей взаимодействия частиц и ядер при высоких энергиях. Одним из первых разработал теорию адронов на основе гипотезы о триплетах цветных кварков, сформулировал принцип автомодельности при высоких энергиях для объяснения наблюдаемого на опыте масштабно-инвариантного поведения процессов взаимодействия частиц и лёгких ядер, выдвинул концепцию скрытого цвета ядер и указал на принципиальную важность кварковых степеней свободы для понимания структуры ядер на малых расстояниях.
Внес большой вклад в создание современной экспериментальной базы исследований в области фундаментальной ядерной физики, физики высоких энергий и нейтринной астрофизики, в сооружение Московской мезонной фабрики, Баксанской нейтринной обсерватории и Байкальского глубоководного нейтринного телескопа, в разработку и реализацию программ научных исследований на этих уникальных научных установках.
Соавтор открытия в области структуры элементарных частиц «Правило кваркового счёта Матвеева — Мурадяна — Тавхелидзе», зарегистрированного в Государственном реестре открытий СССР в 1987 году.

## Избранные публикации
Опубликовал более 300 научных работ, в том числе:
1. Н. Н. Боголюбов, В. А. Матвеев, А. Н. Тавхелидзе. «Colored Quarks», в «Gravitation and Elementary Particle Physics». Ред. А. А. Логунов — М.: Мир, 1983. — С. 1—285.
2. V. A. Matveev. «Cancellation of the zero-mode singularities in soliton quantization theory». Nucl. Phys., B121, N3, pp. 403–412, (1977).
3. В. А. Матвеев, В. А. Рубаков, А. Н. Тавхелидзе, М. Е. Шапошников. «Несохранение барионного числа в экстремальных условиях» // Успехи физических наук, том 156 (2), 468—474 (1988).
4. В. А. Матвеев, Н. В. Красников. «Поиск новой физики на большом адронном коллайдере» // Успехи физических наук, том 174, 697—725 (2004).

## Семья
Жена — Розалия Владимировна Матвеева.
Сын Виктор — физик по образованию, учился в США, защитил кандидатскую диссертацию по теоретической физике в России, поступил в Институт здоровья в Вашингтоне, занимается наукой о мозге. Работал в National Institute of Diabetes and Digestive and Kidney Diseases, в настоящее время работает в New Jersey Institute of Technology.
Другой сын — физик-экспериментатор, работает в одной из лабораторий.

## Награды
- Премия Ленинского комсомола в области науки и техники (1973)
- Ленинская премия (1988) — за цикл исследований «Новое квантовое число — цвет и установление динамических закономерностей в кварковой структуре элементарных частиц и атомных ядер»
- Государственная премия Российской Федерации в области науки и техники (1998) — за создание Баксанской нейтринной обсерватории и исследования в области нейтринной астрофизики, физики элементарных частиц и космических лучей
- Заслуженный деятель науки и техники Московской области (1999)
- Орден Почёта (1999) — за большой вклад в развитие отечественной науки, подготовку высококвалифицированных кадров и в связи с 275-летием Российской академии наук[3]
- Премия Правительства Российской Федерации в области науки и техники (2000)[4]
- Почётный гражданин Троицка (2001)
- Орден «За заслуги перед Отечеством» IV степени (31 января 2007) — за большой вклад в развитие науки и многолетнюю плодотворную деятельность[5]
- Премия имени академика М. А. Маркова (2015)
- Офицер ордена «За заслуги» (Франция, 2017)[6]
- Орден «За заслуги перед Отечеством» III степени (2 ноября 2017) — за большой вклад в развитие науки, образования, подготовку квалифицированных специалистов и многолетнюю плодотворную деятельность[7]
- Орден Александра Невского (5 февраля 2024) — за большой вклад в развитие отечественной науки, многолетнюю плодотворную деятельность и в связи с 300-летием со дня основания Российской академии наук[8]
- Золотая медаль имени Н.Н. Боголюбова (РАН, 17 сентября 2024) — за выдающиеся работы в области математики, теоретической физики и механики